# Piroska

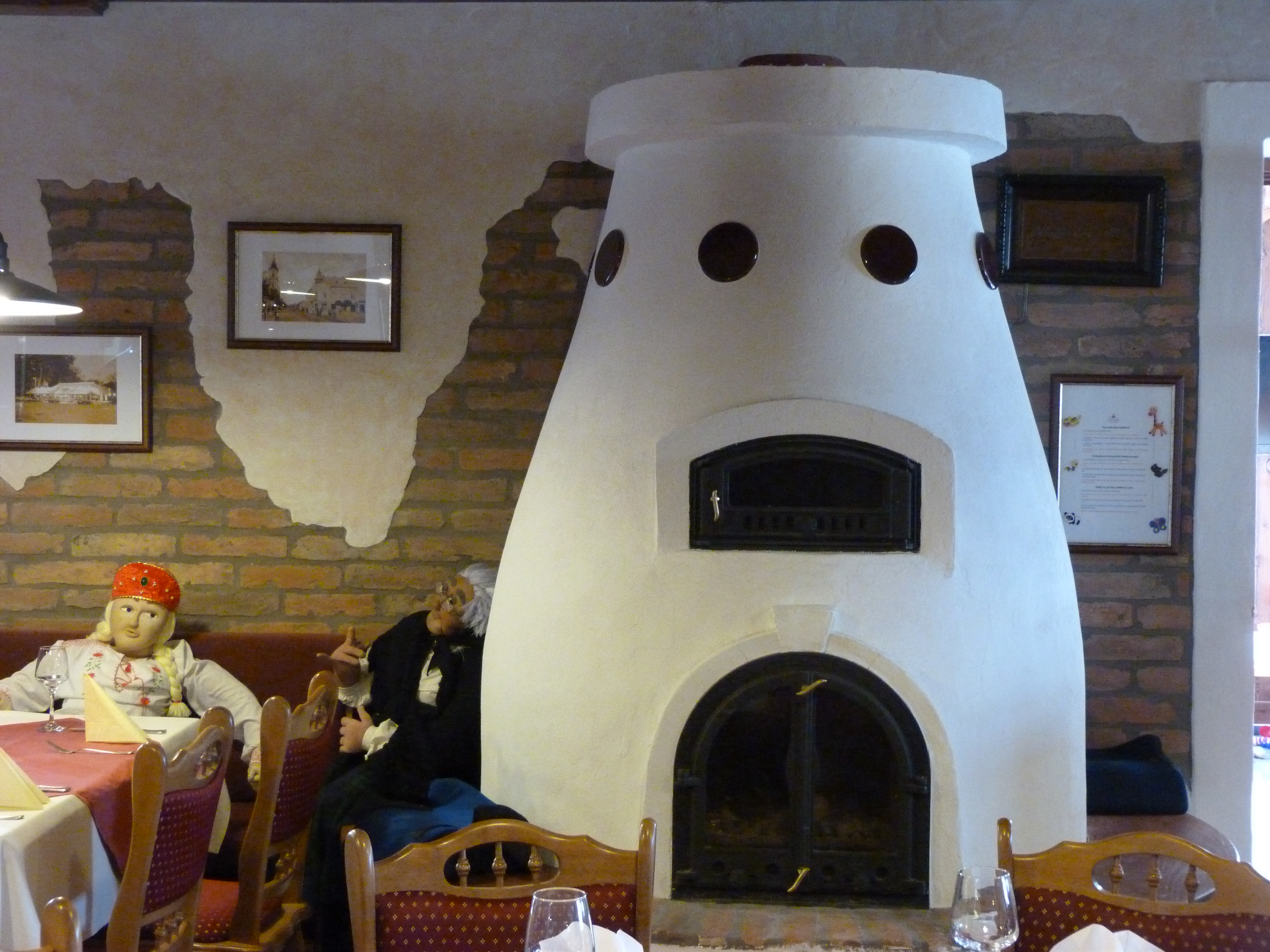
Piroska és a nagyanyó a Búbos kemencénél - Piroska Csárda, Siófok - 2015

A Piroska a latin Prisca névből származik, amiből a magyarban Piriska, majd ebből Piroska lett. A Prisca eredeti jelentése: régi, ősi, tiszteletreméltó. A név hangalakjának változásában a régi magyar Piros név hatásának, illetve magának a piros szónak is szerepe lehetett.

## Rokon nevek
- Piri:[1] a Piroska magyar becenevéből önállósult.[2]
- Priszcilla:[1] a Prisca kicsinyítőképzős származéka.[3]

## Gyakorisága
Az 1990-es években a Piroska ritka, a Piri és a Priszcilla szórványos név, a 2000-es években nem szerepelnek a 100 leggyakoribb női név között.

## Névnap
Piroska, Piri
- január 18.

Priszcilla
- január 16.
- március 10.
- július 8.

## Híres Piroskák, Pirik és Priszcillák
- Anday Piroska opera-énekesnő
- Apró Piroska magyar közgazdász
- Kovács Piroska tanár, néprajzi gyűjtő
- Molnár Piroska színésznő
- Palik Piroska algológus
- Priscilla Presley amerikai modell, színésznő
- Simonyi Piroska szinkronszínész
- Szalmás Piroska karnagy, zeneszerző, pedagógus,
- Szamoránsky Piroska kézilabdázó
- Szántó Piroska grafikus, festő, író
- Szent Piroska (Szent Iréne), Szent László király lánya, II. Jóannész bizánci császár felesége
- Tábori Piroska költő, ifjúsági regényíró
- Tutsek Piroska opera-énekesnő
- Vaszary Piri színésznő
- Vágó Piros rádiós műsorvezető
- Zsohovszky Piroska hegymászó

## Egyéb Piroskák, Pirik és Priszcillák
- Rozgonyi Piroska Arany János Toldi szerelme című művében a főhős szerelme
- a Grimm testvérek Piroska és a farkasában a főszereplő mesefigura
- Az Mdmot motorvonatok beceneve Piroska, de használják a Bzmot motorkocsi-sorozatra is.